# Donestre
Donestre är ett monstruöst släkte som Alexander den store träffade på under sitt fälttåg. De kunde tala alla världens språk och de använde denna egenskap för att lura ensamma, uttröttade vandringsmän. Så fort de fick bytets förtroende slog de till och förtärde offret. Donestre lämnade alltid kvar huvudet på offret och satt kvar bredvid det för att gråta efter sitt dåd.